# John Frazier
John Frazier, född 23 september 1944 i Richmond, Kalifornien, är en amerikansk specialeffekttekniker som har gjort dataeffekter i flertal filmer. Frazier vann en Oscar för Spider-Man 2. Han har nominerats ytterligare nio gånger för filmerna Twister, Armageddon, Den perfekta stormen, Pearl Harbor, Spider-Man, Poseidon, Transformers, Pirates of the Caribbean: Vid världens ände och The Lone Ranger.

## Nomineringar och priser
- 1. Twister (1996)
- 2. Armageddon (1998)
- 3. Den perfekta stormen (2000)
- 4. Pearl Harbor (2001)
- 5. Spider-Man (2002)
- 6. Spider-Man 2 (2004) (Vann)
- 7. Poseidon (2006)
- 8. Transformers (2007)
- 9. Pirates of the Caribbean: Vid världens ände (2007)
- 10. The Lone Ranger (2014)